# Great Lakes Colleges Association
L’Association des Universités des Grands Lacs (Great Lakes Colleges Association, Inc.) est un consortium de douze universités d’arts libéraux du Michigan, de l’Ohio et de l’Indiana. Cette association débuta en 1962, sous la tutelle de l’État du Michigan, sous la classification d’association sans but lucratif (ou ASBL). Le quartier général de l’association est à Ann Arbor au Michigan.
Voici une liste des douze universités membres :
- Albion College
- Antioch College
- Denison University
- DePauw University
- Earlham College
- Hope College
- Kalamazoo College
- Kenyon College
- Oberlin College
- Université wesleyenne de l'Ohio
- Wabash College
- The College of Wooster